# マイ・フレンド・メモリー
『マイ・フレンド・メモリー』（原題：The Mighty）は、1998年制作のアメリカ合衆国の映画。
ロッドマン・フィルブリック原作の小説『フリーク・ザ・マイティ - 勇士フリーク』(原題:Freak the Mighty、1993年）の映画化。日本公開時、『マイ・ライフ』、『マイ・ルーム』、『マイ・フレンド・フォーエバー』のマイ〜シリーズの一部として『マイ・フレンド・メモリー』とタイトルが付いた。なお、すべてのストーリーの関連性はない。
出演はエルデン・ヘンソン、キーラン・カルキン、シャロン・ストーンほか。また、『Xファイル』のダナ・スカリー捜査官役で知られたジリアン・アンダーソンが、それまでのイメージを覆す役で出演している。

## あらすじ
マックスは立派な体格を持つ少年だが、学習障害を抱えていたうえ、父ケニーは犯罪者で服役していたため、学校ではブレイド率いる不良グループのいじめの標的となっていた。
ある日、マックスが祖父母と暮らす家の隣にグウェンとケヴィンの母子が引っ越してきた。ケヴィンはモルキオ症候群という難病を患っており、余命いくばくもない身ながらも、成績は優秀でなおかつ活発な少年だった。
2人はたちまち意気投合し、学校でのいじめも協力して撃退する。しかし、永遠の別れの時は刻一刻と近づいてくる…。

## キャスト
※括弧内は日本語吹替
- マックス・ケイン - エルデン・ヘンソン（岸尾大輔）
- ケヴィン・ディロン - キーラン・カルキン（松田聡也）
- グウェン・ディロン - シャロン・ストーン（塩田朋子）
- グリム - ハリー・ディーン・スタントン（青野武）
- グラム - ジーナ・ローランズ（此島愛子）
- ケニー・ケイン - ジェームズ・ガンドルフィーニ（銀河万丈）
- ロレッタ・リー - ジリアン・アンダーソン（佐々木るん）
- イギー - ミートローフ（宝亀克寿）
- ブレイド - ジョー・ペリーノ（岡野浩介）
- アディソン校長 - ジェニファー・ルイス（秋元千賀子）